# 韋済
韋 済（い さい、688年 - 754年）は、唐代の官僚。字は済。本貫は鄭州陽武県。

## 経歴
韋嗣立の三男として生まれた。若くして文章で知られた。明経に挙げられ、太常寺奉礼郎に任じられた。鄠県県尉に転じた。開元初年、鄄城県令に任じられた。のちに醴泉県令に抜擢され、簡素な統治で知られた。開元7年（719年）、父が死去すると、辞職して喪に服した。喪が明けると、太子司議郎に任じられた。屯田員外郎・兵部員外郎・庫部郎中を歴任した。のちに棣州刺史に任じられた。赴任しないうちに母が死去したため、官を辞職して喪に服した。喪が明けると、幽州大都督府司馬となり、恒州刺史に転じた。入朝して京兆少尹となった。開元24年（736年）、戸部侍郎となった。年を重ねて太原尹に転じた。「先徳詩」4章を作って、祖父や父の行いを叙述した。天宝7載（748年）、河南尹となり、水陸運使を兼ねた。天宝9載（750年）、尚書左丞に転じ、正議大夫の位を加えられ、奉明県開国子に封じられた。天宝12載（753年）、馮翊郡太守として出向した。ほどなく儀王傅に転じた。天宝13載（754年）10月11日、長安興化里の邸で死去した。享年は67。
子に韋奥があり、夏県県令となった。

## 伝記資料
- 『旧唐書』巻88 列伝第38
- 『新唐書』巻116 列伝第41
- 大唐故正議大夫行儀王傅上柱国奉明県開国子賜紫金魚袋京兆韋府君墓誌銘并序（韋済墓誌）